# The Brooding Soldier

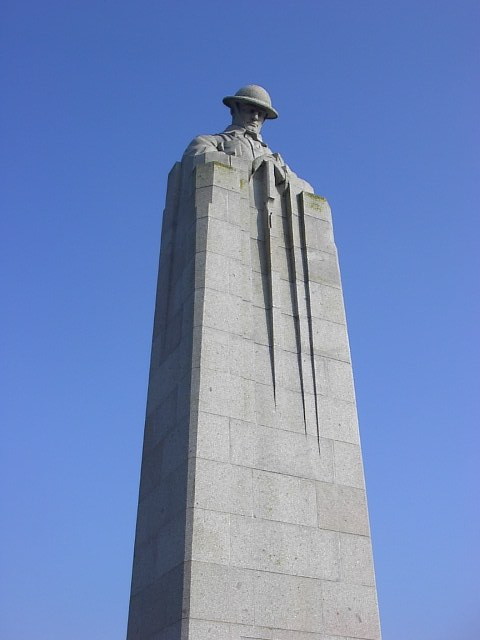
Canadees monument, The Brooding Soldier

The Brooding Soldier is een Canadees oorlogsmonument nabij de Belgische plaats Sint-Juliaan in de Westhoek. Het staat er op de Vancouver Corner aan het kruispunt van de N313 met de weg Langemark-Zonnebeke. Het is ontworpen door F. C. Clemesha en werd onthuld op 8 juli 1923 om 11 uur. The Brooding Soldier, in de volksmond ook bekend als "Den Canadien", is opgedragen aan de meer dan 2000 Canadese militairen die het leven lieten bij de eerste gasaanval tijdens de Tweede Slag om Ieper in de Eerste Wereldoorlog.
Het monument is een 10 meter hoog granieten beeld van een Canadese soldaat, rustend op zijn geweer. Deze houding, "arms reversed", is de traditionele militaire groet aan de gesneuvelden. Het beeld staat op een vierkant plateau met aan elke zijde een boogvormige uitsprong. Het park met rozen, coniferen en jeneverbessen rond het monument duidt de richtingen aan naar Ieper, Boezinge, Hooghe, Zonnebeke, Passendale, Poelkapelle en Langemark, plaatsen die in de slag een bijzondere rol vervulden. De struiken, gesnoeid in de vorm van artilleriegranaten en de lage struiken aan de zijkanten van de sokkel moeten het front uitbeelden met de oneffenheden die ontstonden door granaattrechters. De aarde rond het monument is afkomstig uit Canada. Frederick Chapman Clemesha werd met zijn ontwerp tweede in een architectuurwedstrijd van de Canadian Battlefields Memorials Commission, die op acht sites in Europa een monument zou oprichten. Het werd op 8 juli 1923 onthuld in aanwezigheid van prins Leopold van België, prins Arthur, hertog van Connaught en de Franse maarschalk Ferdinand Foch.
The Brooding Soldier werd in 2009 als monument beschermd. De site staat sinds 2023 op de Unesco-Werelderfgoedlijst als onderdeel van inschrijving Begraafplaatsen en herdenkingssites van de Eerste Wereldoorlog (Westelijk Front).